# Лафаєтт (Колорадо)
Лафаєтт (англ. Lafayette) — місто (англ. city) в США, в окрузі Боулдер штату Колорадо. Населення — 30 411 особа (2020).

## Географія
Лафаєтт розташований за координатами 39°59′41″ пн. ш. 105°5′59″ зх. д. / 39.99472° пн. ш. 105.09972° зх. д. (39.994814, -105.099676).  За даними Бюро перепису населення США в 2010 році місто мало площу 24,88 км², з яких 24,51 км² — суходіл та 0,37 км² — водойми.

## Демографія
Згідно з переписом 2010 року, у місті мешкали 24 453 особи в 9632 домогосподарствах у складі 6354 родин. Густота населення становила 983 особи/км².  Було 9997 помешкань (402/км²).
Расовий склад населення:
| - 85,6 % — білих - 3,8 % — азіатів - 1,1 % — чорних або афроамериканців - 0,9 % — корінних американців - 5,4 % — осіб інших рас |

До двох чи більше рас належало 3,2 %. Частка іспаномовних становила 18,2 % від усіх жителів.
За віковим діапазоном населення розподілялося таким чином: 25,4 % — особи молодші 18 років, 66,5 % — особи у віці 18—64 років, 8,1 % — особи у віці 65 років та старші. Медіана віку мешканця становила 37,6 року. На 100 осіб жіночої статі у місті припадало 95,8 чоловіків;  на 100 жінок у віці від 18 років та старших — 91,9 чоловіків також старших 18 років.
Середній дохід на одне домашнє господарство  становив 92 821 долар США (медіана — 70 714), а середній дохід на одну сім'ю — 108 518 доларів (медіана — 81 078). Медіана доходів становила 65 830 доларів для чоловіків та 46 679 доларів для жінок. За межею бідності перебувало 8,4 % осіб, у тому числі 13,6 % дітей у віці до 18 років та 4,1 % осіб у віці 65 років та старших.
Цивільне працевлаштоване населення становило 14 672 особи. Основні галузі зайнятості: освіта, охорона здоров'я та соціальна допомога — 22,6 %, науковці, спеціалісти, менеджери — 17,7 %, роздрібна торгівля — 10,7 %, мистецтво, розваги та відпочинок — 10,1 %.